# Maison Dubois
La Maison Dubois est un immeuble de style Art nouveau situé à Liège, en Belgique. Elle a été construite en 1911 par Maurice Devignée, un architecte liégeois auteur une année auparavant de l'hôtel Verlaine.

## Situation
L'immeuble se situe à Liège au no 22 de l'avenue Émile Digneffe, une artère arborée menant du pont de Fragnée à la place du Général Leman. Plusieurs autres immeubles de cette avenue présentent des éléments de style Art nouveau.

## Description
La façade asymétrique compte deux travées et trois niveaux. La travée de gauche où se trouve la porte d'entrée est la plus étroite. Trois matériaux sont utilisés : la brique rouge, le grès jaune pour une partie du rez-de-chaussée et la pierre taille pour le soubassement et les encadrements.
L'élément le plus remarquable de cette façade est l'oriel installé au premier étage de la travée de droite. Cet imposant oriel en bois peint en blanc à base rectangulaire est flanqué dans sa partie inférieure d'une sculpture d'oiseau aux ailes déployées. La moitié supérieure présente une légère ondulation des boiseries et l'emploi de petits bois. Cette ondulation et ces petits bois se retrouvent par ailleurs sur les autres baies de la façade. Au-dessus, une frise en trois parties représente un décor végétal aux nombreuses arabesques ainsi qu'une tête au centre. Un balcon aux formes élancées et originales domine l'oriel.
La porte d'entrée en bois à deux battants est surmontée d'une tête sculptée dans la pierre et placée au milieu d'un décor végétal rappelant celui de la frise au-dessus de l'oriel. La baie d'imposte est ornée de fers forgés tout en courbes.
La corniche proéminente repose sur huit modillons de bois entre lesquels on peut observer cinq cartouches carrés et un rectangulaire (à gauche).

## Sources
- Alice Delvaille et Philippe Chavanne, L'Art nouveau en Province de Liège, 2002, pages 46/47,  (ISBN 2-87114-188-6)
- « Inventaire du patrimoine culturel immobilier - Maison Dubois », sur spw.wallonie.be (consulté le 1er novembre 2017)